# Casone del Partigiano
Il Casone del Partigiano è stato una base partigiana, situata in località Castellina, nel territorio di San Pietro in Casale in provincia di Bologna (Italia), nei pressi di Rubizzano e Cenacchio.
Oggi il Casone è un luogo storico dove si ricordano tutti i partigiani caduti per la liberazione di Bologna dal fascismo. Attualmente si trova all'interno di un'oasi naturale di riequilibrio ecologico, estesa circa 10 ettari. 

## Descrizione
Il Casone in origine era costituito da grossi pali di legno sul davanti, le pareti laterali erano coperte di canne, mentre il retro era costruito in mattoni perché vi si trovava il camino, così da evitare che l'edificio prendesse fuoco.

## Storia
Il Casone del Partigiano fu costruito tra il 1790 e il 1850, in una zona paludosa raggiungibile prevalentemente in barca, ma anche grazie a dei sentieri o ad una passerella che consentivano il collegamento con il territorio circostante. È stato utilizzato dai partigiani, come rifugio durante la rivolta contro i tedeschi e i fascisti. Nei giorni dell'insurrezione armata i partigiani ricevettero l'ordine di trasferirsi a Bologna, lottando per la liberazione della città. Il punto di raccolta dei partigiani, dopo il trasferimento a Bologna, fu la zona del Casone ed il «Ponte della morte». Durante i giorni 18, 19, 20 e 21 aprile 1945 al Casone si riunirono il comando della seconda Brigata « Paolo» e i rappresentanti della quarta Brigata «Venturoli». Il 21 aprile si ebbero i primi scontri con i tedeschi in ritirata, nella zona che dal Casone va verso S. Pietro in Casale, fra Rubizzano e Gavaseto, e nella ferrovia tra Bologna e Padova. In questi combattimenti persero la vita molti partigiani.

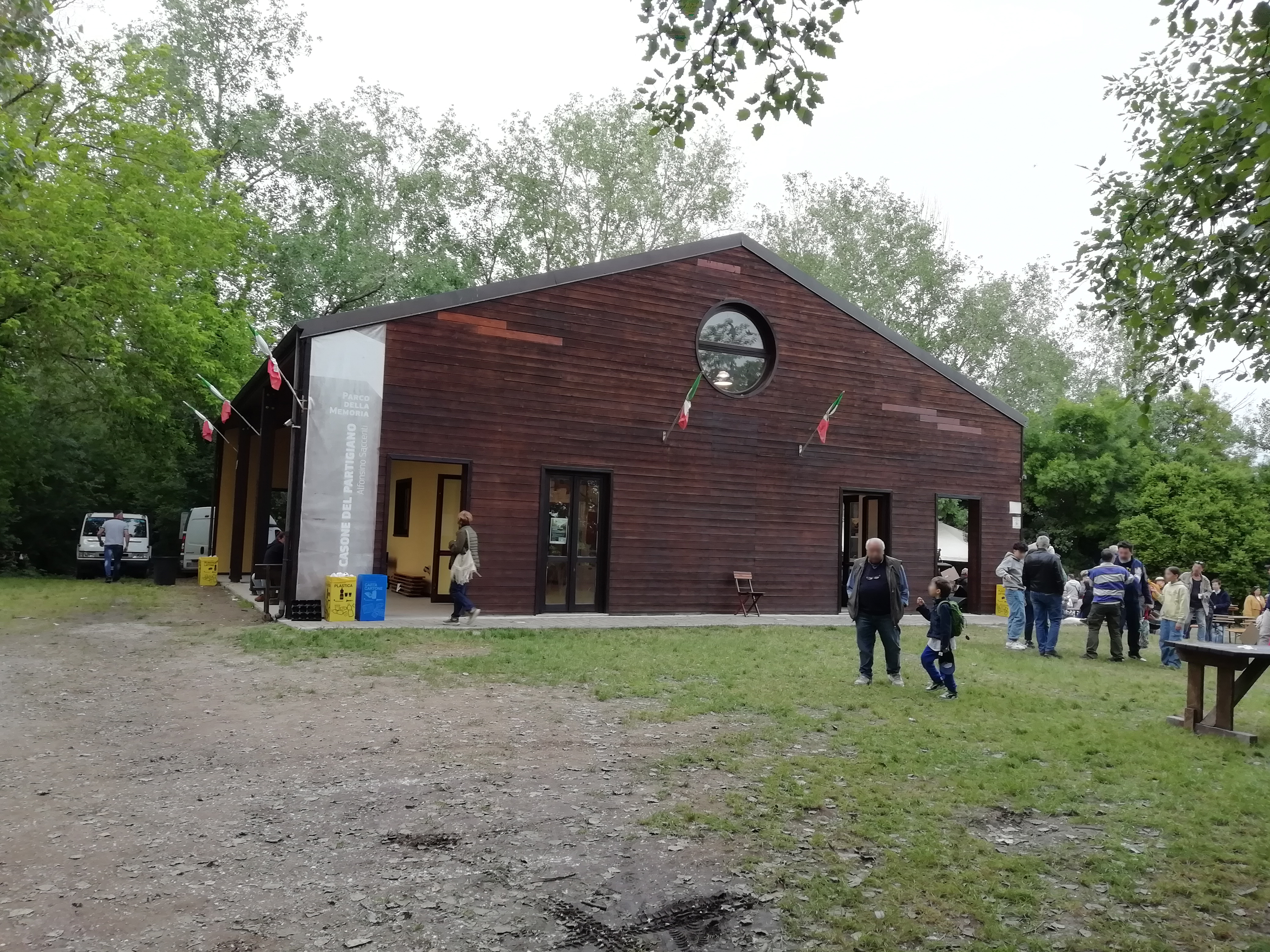
Il Parco della Memoria il 25 aprile 2025.

Dal 1900 al 1950 una parte della valle è stata bonificata ed è stata trasformata in una risaia. Nel periodo della seconda guerra mondiale il Casone aveva già le caratteristiche di oggi: era circondato da una grossa fossa che poteva essere attraversata mediante una passerella. A seguito dei lavori di bonifica il Casone crollò. I partigiani della seconda brigata «Paolo» decisero di ricostruirlo come testimonianza per le generazioni future affinché gli ideali della Resistenza restassero vivi e fossero salvaguardate la pace, la libertà e la giustizia sociale.
Il Casone si trova all'interno del Parco della Memoria Casone del Partigiano, dal 25 aprile 2013 intitolato ad Alfonsino Saccenti.

## Area di riequilibrio ecologico
I territori intorno al Casone sono un'area di riequilibrio ecologico, grazie al progetto «Riequilibrio e qualificazione ambientale del lungo Navile» promosso dai comuni di Bentivoglio, Malalbergo e S. Pietro in Casale. Diverse caratteristiche del territorio intorno al Casone resero questo luogo un ottimo rifugio durante la Resistenza, in quanto si trattava di valli non facili da percorrere. L'area ha una superficie di 10 ettari, sul 73% dei quali sono state piantate circa 1500 latifoglie (ci sono: 300 alberi di 10 specie diverse, 300 arbusti di 9 specie, una siepe arbustiva su due file, con 540 piante di 12 tipologie diverse). La parte restante comprende una zona di sosta, una zona di ricreazione e una piccola zona umida. Verso l'autunno-inverno del 1994-95 ci sono stati degli interventi per il miglioramento del luogo. Per i prossimi anni si prevede la nascita spontanea della vegetazione e l'aumento di animali selvatici.